# معركة الطفيلة
معركة الطفيلة أو معركة حد الدقيقهي واحدة من سلسلة معارك خاضها الجيش العربي الذي شكله الشريف حسين بن علي الهاشمي في الثورة العربية الكبرى وهو يتجه شمالا نحو الشام لتحريرها من الحكم التركي. حدثت المعركة في منطقة الطفيلة مدينة (تقع الان في الأردن وتبعد عن عمان مسافة 180 كم.) وهي عاصمة محافظة الطفيلة. وتأتي معركة الطفيلة بعد معركة وادي موسى شمال العقبة ضمن سلسلة معارك لتحرير منطقة الشام. وتتكون هذه المعركة من سلسلة اشتباكات ومواجهتين مباشرتين بين القوات العربية والقوات التركية.

## الخلفية والأسباب
شعر أهالي المنطقة بوطأة الأتراك الذين اثقلوا السكان بالضرائب وجندوهم لأعمال السخرة والجيش، وجمع الأخشاب ونقلها لمراكز الخط الحديدي الحجازي وبأجور زهيدة كما جردت الدولة على الطفيلة اكثر من طابور قوي، فظهر حكم الأتراك للمنطقة واهناً وبذلك يمكن تفسير إصرار الكثيرين من أبناء المنطقة على دعم الشريف حسينبن علي والثورة العربية الكبرى، و حينها اتفق أهل الطفيلة على موقف موحد واجتمعوا على ذياب العوران ليتولى إعلام الحسين بن علي بذلك، وقد أرسل الرجل إبنه عبد السلام للأمير فيصل في في القويرة بتاريخ 4 / 12/ 1918  لكي يخبره أن أهل المنطقة يرحبون برجال الثورة العربية الكبرى ويقدمون له الولاء له.

## المواجهة الأولى

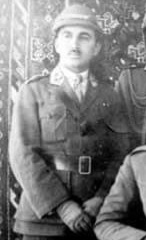
الأمير زيد بن الحسين

وقعت معركة الطفيلة الأولى بين الجيش العربي الشمالي بقيادة الأمير زيد بن الحسين يسانده القائد العسكري زكي باشا الحلبي والقوات التركية بقيادة الأمير حامد آلاي فخري، على إثر احتلال الجيش العربي لها عام 1917. إذ حاولت القيادة التركية استرجاع الطفيلة من العرب لما لها من أهمية عسكرية.
كان الجيش العربي بسيطا إذ تشكل من بعض قوات الهجانة (هجانة الشريف ناصر) وقليل من الخيالة وأسلحة خفيفة و600 من قبيلة الحويطات. مما اضطر الأمير زيد على طلب النجدة من قبائل الطفيله التي أرسلت له نجدة كبيرة على رأسها رؤساء القبائل.
وقعت المعركة عام 1917. وانتهت المعركة بانتصار العرب ومقتل قائد الفرقة التركية ومجموعة من ضباطه وأركانه، إضافة إلى أسر مجموعة من الجنود وغنم بعض الأسلحة والدواب.

## المواجهة الثانية
أمرت القيادة التركية العليا جمال باشا بالزحف سرا لاستعادة الطفيلة ووصل جمال باشا إلى جرف الدراويش ومعه عدد من الضباط الألمان الذين تنازلوا له عن القيادة مكرهين. وتمكنت القوات التركية من دخول الطفيلة بعد مناوشات بسيطة مع قوة الاستطلاع العربية في الطفيلة، حيث انسحب مجمل القوات العربية منها.
يروي الأمير زيد أن أهل الطفيلة التحقوا بهم طوعا وأبدوا استعدادهم الكامل للدفاع عن أرضهم وقد أكد الضابط صبحي العمري أن الأتراك كانوا يواجهون شعبا يقاتل بروح قومية قوية.
انطلقت الحملة التركية من عمان باتجاه الجنوب واستقرت في الكرك ثم تقدمت إلى الطفيلة بقيادة فخري الذي جلب معه قوة مدربة وأسلحة متطورة ورافقه متطوعون ودرك من الكرك وقد بلغ عدد القوات نحو ألفين

## الشهداء
استشهد في معركة الطفيلة قرابة أربعين شهيد في أثناء تطوعهم في جيش الثورة العربية الكبرى ومواجهة الجيش التركي. ويعرف من اسماء الشهداء: عبد العزيز مسيف الجرابعة، بنيه الشبيلات،سليمان الخريسات، ابراهيم الكريري، جدوع العطيوي، خلف الفراهيد،احمد م العوران، محمد الخطبا، علي الخطبا،محمد مطلق الشمسات،سمور المرافي،خليل الهضيبي المرافي، خلف السفاسفة،محمد عودة الله الرفوع، مرزوق نصير الرعود،عيد محمد المسيعديين، سليم السعود، مسلم الخصبة،عودة العرضان،حسن بن عودة الليثي، فرهود المرافي،مسلم العوابدة، علي الخصبة، محمد شلوش الخوالدة، مسلم الحراسيس، سالم الحراسيس،علي العكايلة، جلال أبو هويمل، جلال أبو جفين، قاسم الجذوان،اشتيوي العوامرة الحراسيس،عطي الشبطات،حسن العويضات،حسين القيسي البحارات،دخل الله العكايلة، فاطمة بنت ضيف الله العمايرة، صبحة العمايرة وصبحية حجاج البحارات.

## الإرث
يردد أهلي الطفيلة في أفراحهم فخراً بهذ المعركة اهازيج متعددة مها:
ايضا تم اضافة بعض المعلومات في منهاج التربية الوطنية للصف السادس في الفصل الثاني الصادر وزارة التربية والتعليم الاردنية  = ط1 - عام 2015 في الصفحة 46.

## انظر ايضا
- خربة الذريح

## قرائات اضافية
- سلطان الحطاب, الطفيلة مملكة الادوميين وأرض الكروم, دار العروبة للدراسات, عمان, 2015.
- سليمان القوابعة, الطفيلة تاريخها وجغرافيتها, ج2, ط 2, المطبعة الاردنية, عمان, 1986.
- فوزي الخطباء, الطفيلة والانسان والتاريخ, دار عمار, دار الفيحاء, عمان, 1986.
- إسحق أحمد سالم عيال سلمان, تاريخ قضاء الطفيلة(1309-1365\\1892-1946), رسالة مقدمة الى عمادة الدراسات العليا في قسم التاريخ, جامعة مؤنة, 2005, ص12.